# Lavandula coronopifolia
Lavandula coronopifolia o lavanda (nombre común de especies del género Lavandula)  es una especie de plantas de la familia de las lamiáceas.

## Descripción
Es un arbustillo perennifolio, hermafrodita de hasta 1 m de altura, muy erguido, ramoso; tallos y ramas viejas con corteza pardusca o pardo-rojiza, un poco agrietada. Ramas jóvenes tetragonales, muy largas y delgadas, glabrescentes, verdoso-rojizas. Hojas bipinnatisectas (2 veces divididas en segmentos lineares), con segmentos que no se estrechan en la base, glabras o glabrescentes, pecioladas, opuestas, poco numerosas .
Inflorescencia en espiga terminal larga (7-15 cm) y muy clara, con flores en parejas, a veces muy distanciadas entre sí. No tiene penacho de brácteas  petaliformes en la cima, como en otras especies. Cada flor lleva una bráctea oval-lanceolada más corta que la mitad del cáliz. Cáliz ovoideo-tubular, con 5 pequeños dientes. Corola de color azul intenso o azul pálido, tubular campanular, bilabiada, con lóbulos poco profundos. El fruto es diminuto y se halla encerrado en el interior del cáliz persistente. Florece de marzo a mayo y fructifica de mayo a junio.
Planta inodora o apenas fragante.

## Hábitat
Depresiones no saladas y lechos limoso-arenosos de zonas desérticas. Zonas rocosas en el Mouydir y el Hoggar, entre 800 y 1800 m.

## Distribución
Desde las islas de cabo Verde a la costa occidental de África. En el norte de África es una especie poco habitual pero muy repartida por el Sahara occidental y central. Marruecos, Argelia, Egipto, Chad, Mauritania, Níger, Yibuti, Etiopía, Eritrea y Sudán.  En Asia occidental, Israel,   Palestina y Jordania y en el oeste de la península arábiga (Arabia Saudita y Yemen) y el oeste de Irán en el este.

## Taxonomía
Sinónimos
- Lavandula stricta Delile, 1813
- Lavandula multifida Burm.f., 1768
- Lavandula striata  Delile, in Boiss, 1879
- Lavandula sutropica Gand., 1918
- Lavandula humbertii Maire & Wilczek, 1934
- Lavandula humbertii f. glabricaulis Maire 1936
- Lavandula stricta var. humbertii (Maire & Wilczek) Chaytor, J., 1937
- Lavandula stricta var. subtropica Gand. Chaytor, J., 1938
- Lavandula stricta var.  subtropica f. conferta Maire, 1938
- Isinia laristanica Rech.f. 1952
- Lavandula coronopifolia var. humbertii (Maire & Wilczek) Dobignard, 1992
- Lavandula coronopifolia var. subtropica (Gand.) Dobignard, 1992
- Lavandula coronopifolia var. subtropica (Gand.) A.Hansen & Sunding, 1993
- Lavandula michaelis Maire & Wilczek.[3]